# Glucose-Oxidase-Test
Der Glucose-Oxidase-Test (GOD-Test) ist eine chemische Nachweismethode von Glucose, die unter anderem als Blutzuckerbestimmungsmethode in der klinischen Chemie zum Nachweis einer Erkrankung an Diabetes mellitus verwendet wird. Test-Kits, beispielsweise in Form von Teststreifen, sind kommerziell verfügbar.
Der GOD-Test ist ein zusammengesetzter enzymatischer Test. Die Wirkungsweise des Tests beruht auf der Oxidation von Glucose durch die Glucose-Oxidase, einem Enzym, das die sauerstoffabhängige Oxidation des C1-Kohlenstoffatoms des Zuckers katalysiert. Dabei entstehen Gluconolacton und Wasserstoffperoxid. Aus dem Lacton entsteht spontan oder enzymatisch durch Gluconolactonase die Gluconsäure.
Das Wasserstoffperoxid wird dann in einer nachgeschalteten Farbreaktion mit ABTS zu Wasser reduziert. Diese Farbreaktion wird durch eine Peroxidase (POD) – meist Meerrettichperoxidase – katalysiert.
Daher ist auch manchmal vom „GOD/POD-Test“ die Rede.
Außerdem kann über das gebildete Wasserstoffperoxid mit Hilfe einer elektrochemischen Messung (siehe Elektrochemie) eine Quantifizierung, d. h. eine genaue Konzentrationsbestimmung, der Glucose (z. B. im Blut) erfolgen.